# Qilakitsoq
Qilakitsoq är en numera övergiven by i Uummannaqs kommun i Västra Grönland.  Qitakitsoq är känt för upptäckten 1972 av Qilakitsoq-mumierna, som idag finns på Nationalmuseet i Nuuk.